# Pediobius cuneatus
Pediobius cuneatus är en stekelart som beskrevs av Kamijo 1983. Pediobius cuneatus ingår i släktet Pediobius och familjen finglanssteklar. Inga underarter finns listade i Catalogue of Life.